# Хлопець із пекла
«Хлопець з пекла» — фантастична повість радянських письменників Аркадія і Бориса Стругацьких з циклу «Світ Полудня».

## Історія створення
У березні 1973 року у братів Стругацьких були напрацювання з п'яти різних сюжетів. Зрештою вибір припав на сюжет, який мав назву «Хлопчик із пекла», робота за яким почалася в жовтні 1973 року. Спочатку твір замислювалося як сценарій для Мосфільму (потім для Одеської кіностудії). Кіносценарій носив назву «Бійцевий кіт повертається в пекло». Однак фільм не був прийнятий до виробництва. Тоді на основі сценарію була створена повість «Хлопець із пекла», в якій, за словами Бориса Стругацького, «…нового, насправді, не було для авторів нічого», однак письменникам «був досить цікавий сам Гаг», головний герой твору.

## Сюжет
- Час дії: майбутнє, XXII століття.
- Місце дії: далекий космос, планета Гіганда[ru], Земля.
- Соціальний устрій: розвинений комунізм (Полудень).

Головний герой книги Гаг, від першої особи якого розповідається більша частина книги, — курсант військового училища, яке готує бійців для елітних військових підрозділів під назвою «Бійцівські Коти», яке бере участь у війні на планеті Гіганда на стороні Герцога Алайського. Через важку ситуацію на фронті курсанти, які не закінчили підготовку, відправлені в бій. Бойові дії ведуться між Імперією і Герцогством Алайським і є предметом спостереження і втручання земних дослідників — прогресорів. Один з них — Корній Яшмаа — рятує Гага після кровопролитної сутички, де хлопця смертельно поранило, і доставляє на Землю.
Гагу надають медичну допомогу — повністю повертають здоров'я; він оселяється в будинку Корнія. На Землі Гаг стикається з цивілізацією XXII століття. Мешканець іншого світу, який знаходився приблизно в стадії розвитку Землі середини XX століття, переноситься в упорядкований світ Полудня. Гаг спочатку припускає, що це перевірка його психіки з боку розвідки. Але ця версія не знаходить підтвердження, і «бійцевий кіт» нічого не розуміє і абсолютно розгублений.
Проходить близько земного місяця. Гаг спостерігає сцени благополучного земного життя, відносини між людьми, побудовані на рівності, але внутрішньо не приймає такого положення речей. Все навколо здається йому обманом. Гаг часто згадує свого Герцога, відчуваючи натхнення і патріотичні почуття. Він підозрює, що Корній стежить за ним і контролює його дії, незважаючи на те, що Корній завжди чесно відповідає на його питання. Незабаром він повідомляє Гагу, що війна на його рідній планеті зусиллями прогресорів припинена. Гаг рішуче дає зрозуміти Корнію, що хоче повернутися додому на Гіганду. Корній не погоджується, бо вважає, що Гаг ще не готовий до мирного життя і може бути небезпечним.
У будинку Корнія Гаг зустрічає Данга, теж алайця, який є геніальним математиком, однак Данг став калікою під час війни. Данг ненавидить військових, а Гаг відчуває неприязнь до людей з фізичними вадами. Не стримавшись, Гаг б'є Данга до крові. Розгніваний цим вчинком Корній дає Гагу звіти прогресорів на Гіганді, з яких той дізнається неприємні факти про правителів його країни. Під тиском цих документів Гаг багато чого переосмислює й наважується будь-якою ціною дістатися дому. З одного патрона, що залишився у нього в кишені куртки, за допомогою універсального клонувального апарату Гаг отримав цілий магазин, а потім озброївся кустарним автоматом, виготовивши його за допомогою робота. Гаг погрожує автоматом Корнію і агенту, який вирушає на Гіганду, вимагаючи повернення додому.
Невідомо, яким саме чином Гаг повернувся, однак у фінальній сцені він вже перебуває на рідній планеті і бачить колону біженців з ураженого чумою міста. Там він бачить лікаря, який разюче нагадує йому землян:
|  | Що в ньому було? Старенький, немічний, брудний... А Гаг чомусь раптом побачив перед собою залиті сонцем кімнати, величезних, гарних, чистих людей у комбінезонах і строкатих сорочках і як спалахують вогні «примар» над круглою галявиною... Це було немов мара.Оригінальний текст (рос.) Что в нём было? Старенький, немощный, грязный… А Гаг почему-то вдруг увидел перед собой залитые солнцем комнаты, огромных, красивых, чистых людей в комбинезонах и пёстрых рубашках и как вспыхивают огни «призраков» над круглой поляной… Это было словно наваждение. |

Закінчується книга епізодом, в якому Гаг допомагає витягти з багнюки вантажівку лікаря, який везе ліки в заражене місто.

## Персонажі
- Гаг. Курсант ІІІ курсу школи Бійцівських Котів.
- Корній Яшмаа. Прогресор з Землі.
- Гепард. Справжнє ім'я — Дигга. Старший наставник, офіцер. Командир підрозділу, в якому служить Гаг.
- Данг. Юнак з Гіганди, який захоплюється математикою. Цивільний. Пацифіст.

## Цензура і критика
Спочатку сюжету «Хлопця із пекла» передбачалося надати форму кіносценарію, однак, за словами Бориса Стругацького, фільм був заборонений до виробництва під двома приводами:
- звинувачення в «обридлому експорті революції»;
- звинувачення Стругацьких у просуванні ідей сіонізму[2].

## Продовження
В рамках проекту «Час учнів» Михайлом Успенським написано продовження, повість «Зміїне молоко», що описує протистояння спецслужб Гіганди і прогресорів.